# Одеське товариство велосипедистів-аматорів
Одеське товариство велосипедистів-аматорів — одне з перших спортивних товариств Одеси, утворене в січні 1888 року. Виникло незабаром після розробки велосипеда з колесами однакового діаметра і ланцюговою передачею на заднє колесо. Мета товариства полягала в «зближенні любителів велосипедної їзди, удосконаленні в ній і поширенні вживання велосипеда як здорового, зручного і приємного засоби пересування».

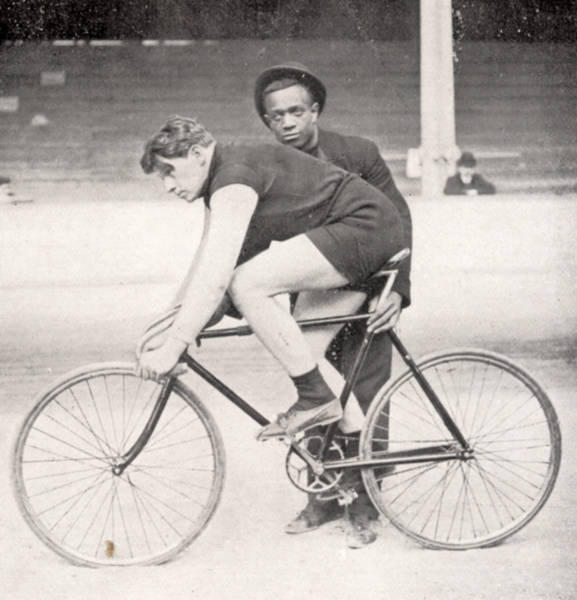
Сергій Уточкін та Вуді Гедспас на велотреку, 1908 рік

У члени товариства приймали повнолітніх чоловіків, окрім вихованців навчальних закладів, нижніх військових чинів і юнкерів, осуджених; членами товариства були, переважно, міська інтелігенція, підприємці.
На початку 1890-х років число членів клубу становило близько 400 осіб. На цей час товариством були облаштовані спеціальні манежі для навчання велосипедній їзді в зимовий період року. Для літніх занять були облаштовані велосипедні доріжки та перший в Російській імперії асфальтований велосипедний трек («циклодром»).
В 1892 році вперше на старт велосипедних перегонів були допущені жінки.

## Відомі члени товариства
- Віктор Скаржинський (молодший)
- Сергій Уточкін